# 保加利亞的娜潔日達
保加利亞的娜潔日達（1899年1月30日—1958年2月15日），保加利亞沙皇斐迪南一世的次女。

## 家庭
1924年，娜潔日達與符騰堡王室首領阿爾布雷希特的次子阿爾布雷希特·歐根結婚，兩人共有3子2女：
1. 斐迪南·歐根（1925年—）
2. 瑪格麗塔·路易絲（1928年—2017年）
3. 歐根·埃伯哈德（1930年—）
4. 亞歷山大·歐根（1933年—）
5. 索菲（1937年—）